# Sanremo 2019 (compilation)
Sanremo 2019 è la compilation ufficiale del Festival di Sanremo 2019, pubblicata l'8 febbraio 2019 in concomitanza con la 69ª edizione del Festival di Sanremo.
Di questa compilation ne fu pubblicata anche una versione in vinile 33 giri.

## Tracce
CD1
1. Loredana Bertè – Cosa ti aspetti da me – 3:44
2. Ultimo – I tuoi particolari – 3:39
3. Patty Pravo con Briga – Un po' come la vita – 3:24
4. Daniele Silvestri – Argentovivo – 4:16
5. Paola Turci – L'ultimo ostacolo – 3:26
6. Nek – Mi farò trovare pronto – 3:01
7. Shade e Federica Carta – Senza farlo apposta – 3:35
8. Simone Cristicchi – Abbi cura di me – 4:02
9. Motta – Dov'è l'Italia – 2:58
10. Ex-Otago – Solo una canzone – 3:47
11. Ghemon – Rose viola – 3:13
12. Mahmood – Soldi – 3:15

CD2
1. Il Volo – Musica che resta – 3:16
2. Arisa – Mi sento bene – 3:44
3. Irama – La ragazza con il cuore di latta – 3:42
4. Francesco Renga – Aspetto che torni – 3:13
5. Anna Tatangelo – Le nostre anime di notte – 3:10
6. Enrico Nigiotti – Nonno Hollywood – 3:46
7. Negrita – I ragazzi stanno bene – 4:06
8. Nino D'Angelo e Livio Cori – Un'altra luce – 4:04
9. Zen Circus – L'amore è una dittatura – 3:50
10. Achille Lauro – Rolls Royce – 2:53
11. Boomdabash – Per un milione – 2:54
12. Einar – Parole nuove – 3:18